# Zuzana Pravňanská
Zuzana Pravňanská (Pozsony, 1968. augusztus 14. –) szlovák színésznő. 
A magyar nézők leginkább a Csillagok küldötte című 1978-as gyermekfilmből ismerhetik, melyben Majka szerepét játszotta.

## Élete és pályafutása
A Csillagok küldötte című filmsorozat után nagy népszerűségnek örvendett, és szerepelt még több tévéfilmben is. 2016-ban a Zlaté casy című sorozatban tűnt fel.

## Filmjei
- Csillagok küldötte[2] (1978) filmsorozat
- Stol pre strnástich[4] (1978) tv-film
- Frajeri a frajerky[5] (1979) tv-film
- Zlaté casy[3] (2016) tv-film